# 利斯科姆 (愛荷華州)
利斯科姆（英語：Liscomb）是一個位於美國愛荷華州馬歇爾縣的城市。

## 地理
利斯科姆的座標為42°11′26″N 93°00′20″W / 42.19056°N 93.00556°W，而該地的平均海拔高度為308米（即1010英尺）。

## 人口
根據2010年美國人口普查的數據，利斯科姆的面積為2.54平方千米，當中陸地面積為2.54平方千米，而水域面積為0.00平方千米。當地共有人口301人，而人口密度為每平方千米118人。